# Sekihan
Sekihan  (赤飯), literalmente arroz vermelho, é um prato tradicional japonês. O sekihan é feito de arroz mochigome   cozido com feijão azuki, o que dá uma cor vermelha ao prato, de onde vem seu nome.

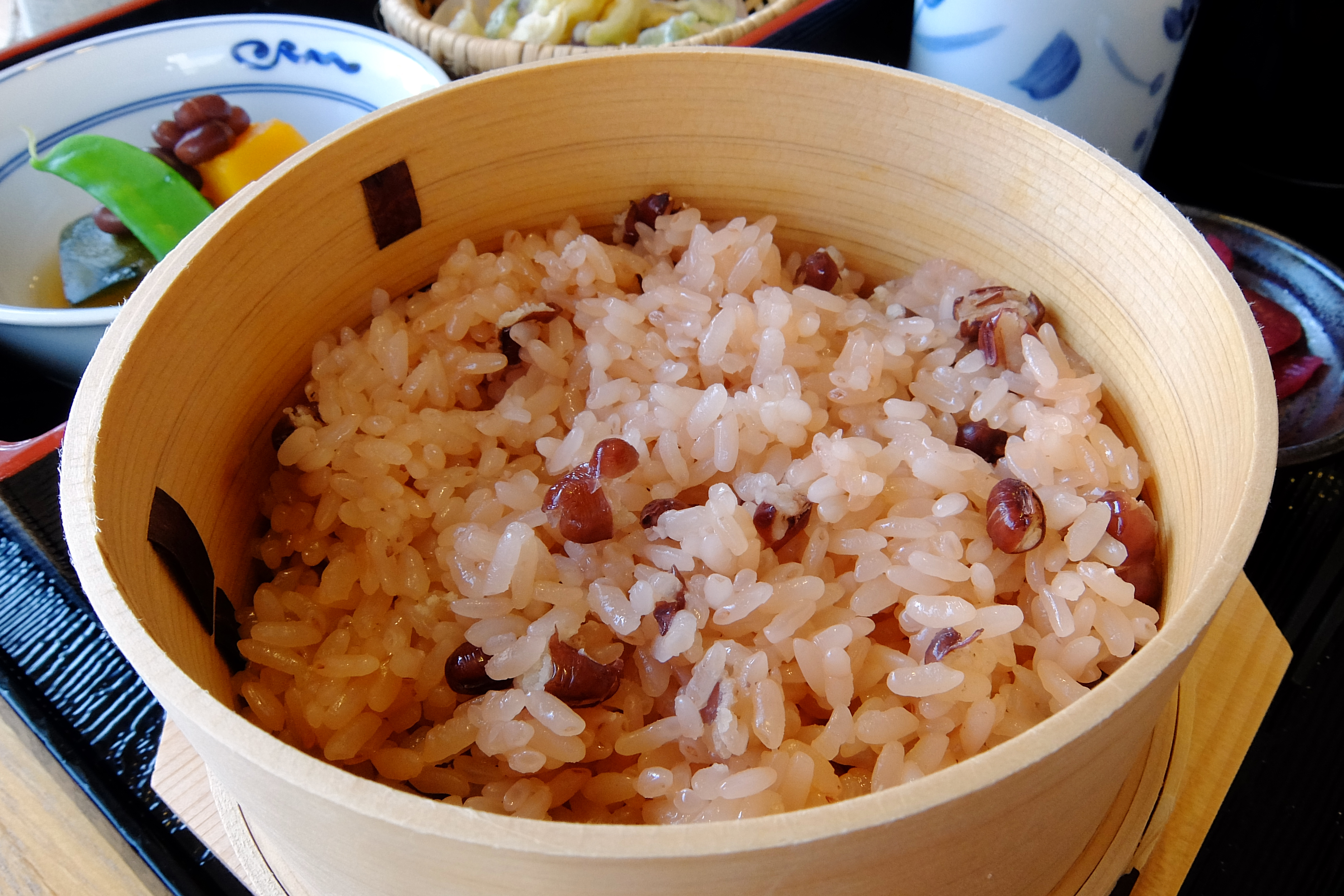
Um prato de Sekihan.

O sekihan é normalmente servido em ocasiões especiais durante o ano no Japão, tais como aniversários, casamentos e algumas festas, como a Shichi-Go-San.  O sekihan é tão conectado com as celebrações que a frase Vamos comer sekihan adquiriu um significado de Vamos comemorar. Acredita-se que o sekihan é usado em celebrações porque sua cor vermelha simboliza, na cultura japonesa, a felicidade. Em algumas regiões, é degustado quando uma jovem mulher tem sua primeira menstruação, sugerindo uma outra origem para a tradição.
Normalmente ele é comido logo após cozinhar, mas também pode ser servido à temperatura natural, como em um bentō (marmita). O sekihan tradicionalmente é comido com gomashio, uma mistura de sal e gergelim levemente tostado.